# 川満寛弥
川満 寛弥（かわみつ ひろや、1991年3月4日 - ）は、沖縄県宮古島市出身の元プロ野球選手（投手）。左投左打。

## 経歴

### プロ入り前
野球を始めたのは下地小学校3年生から。仲の良い幼馴染みたちが少年野球チームに入ったのをきっかけにして始めたが、最初は軽い気持ちだったという。下地中学校時代は軟式野球部に所属し、ポジションは主に一塁手と外野手だったが、ベンチでスコアブックをつけていることが多かった。
高校は宮古にある4つの高校のうち、甲子園を目指すなら当時は宮古高等学校に入るところ、「楽しく野球が出来れば良い」という理由で沖縄県立宮古総合実業高等学校を選んだ。しかし、中学・高校ともに、野球部に専門的な指導が出来るコーチがおらず、高校では野球部に入部後、投手が足りないという理由で本人いわく「行きかがり」でピッチャーに転向。1年夏からベンチ入り。高校時代はまったくの無名で、3年夏の全国高等学校野球選手権沖縄大会では初戦で興南高等学校と対戦し、0-11で5回コールド負けした。
その後、沖縄県内の大学からも声が掛けられていたが福岡の九州共立大学経済学部に進学。九共大硬式野球部監督の仲里清からは、投げる時の身体の使い方や連動が素晴らしく、日本を代表する投手になれる素質と見いだされた。入学時は体重65キロと細身だったため、入学後は1日4食に夜食を詰め込む努力で15キロの増量にも成功した。1年秋に初登板を果たす。2年春には、5勝0敗という成績を挙げ、福岡六大学野球リーグで最優秀選手賞を獲得した。3年春季リーグでベストナイン選出、防御率1位。3年時には、第38回日米大学野球選手権大会の大学日本代表選手選考合宿(6月17-19日)へのメンバーに選出され、最終代表からは漏れたものの、この時の合宿で当時東洋大学のエースだった藤岡貴裕からスライダーの投げ方を教わるなど目標とする選手への「弟子入り」も経験した。2011年10月にパナマで開催された第39回IBAFワールドカップに大学生として唯一選出され、アメリカ戦とプエルトリコ戦の2試合で先発、2試合計投球回数7回で8失点という結果だったが社会人野球の選手たちとの差など実感することも多く国際舞台での貴重な経験となった。11月には翌年の世界大学野球選手権大会に出場する大学日本代表選手の選考強化合宿(愛媛県松山市/12月)に参加する40人の中に選出。2012年、4年では春季・秋季リーグで防御率1位。リーグ通算33試合17勝5敗、防御率1.51。
2012年のプロ野球ドラフト会議で、千葉ロッテマリーンズから2巡目で指名。契約金8000万円、年俸1300万円（金額は推定）という条件で入団した。背番号は「36」。
なお、2014年のプロ野球ドラフト会議では、大学の同期生で社会人野球に進んでいた竹下真吾・福地元春（いずれも左投手）が指名。指名後に竹下が東京ヤクルトスワローズ、福地が横浜DeNAベイスターズと契約したため、川満を含めた左投手3人がNPBでのプレーに至った。大学の同期生だった3人の左投手が、同じ時期にNPBの球団に在籍した事例は、東北福祉大学出身の吉見祐治・洗平竜也・歌藤達夫以来である。

### ロッテ時代
入団後は2014年と2015年に運動障害のイップスによる制球難に苦しむなど、4年間で一軍公式戦への登板機会がないまま、2016年10月1日に球団から戦力外通告を受け、12月2日に自由契約公示された。

### ロッテ退団後
NPB他球団での現役続行を希望し、2016年11月12日に阪神甲子園球場で開催の12球団合同トライアウトに参加。シートバッティング形式の対戦で打者3人を無安打に抑え、1つの三振を奪った。
2017年から地元の沖縄県を本拠地としている社会人野球チームの沖縄電力でプレーすることになった。2018年シーズン末をもって退部した。

## 選手としての特徴
股割りで足が180度で開いて胸まで着くという関節が非常に柔らかい柔軟性のある186センチの長身で、手足と指が長い投手体型。
最速147km/hの伸びのあるストレートと、落差の大きいカーブで緩急をつけたピッチングが売り。特にカーブの制球力は高く評価されている。変化球はカーブのほかに、スライダーとフォークボールを投げる。課題は低目への制球と立ち上がり。

## 人物
理想とする投手は今中慎二。プロ入り時の会見では、目標とする選手の名前に同じチーム所属となる成瀬善久を挙げ、高校時代から好きな投手で動画や連続写真などをよくみていたという。

## 詳細情報

### 年度別投手成績
- 一軍公式戦出場なし

### 背番号
- 36 （2013年 - 2016年）